# Зюганов Геннадій Андрійович
Геннадій Андрійович Зюга́нов (рос. Геннадий Андреевич Зюганов; нар. 26 червня 1944, Мимрино, Орловська область, Російська РФСР, СРСР) — російський політик, голова фракції Компартії Росії у Державній думі, перший секретар ЦК Комуністичної партії Російської Федерації. Депутат Державної думи I—VI скликань (з 1993 року), член ПАРЄ (з 1996 року). Чотири рази балотувався на пост Президента Російської Федерації (1996, 2000, 2008, 2012), щоразу займав друге місце. Доктор філософських наук.

## Життєпис
Народився 26 червня 1944 в учительській родині в селі Мимріно (близько 100 км від Орла). За визнанням самого Зюганова, народився недоношеним — семимісячним.
Батько — Андрій Михайлович Зюганов (1910—1990), був командиром артилерійського розрахунку, за словами Геннадія, втратив ногу під Севастополем. Після війни викладав в Мимрінскій середній школі більшість предметів, в тому числі основи сільського господарства, виключаючи іноземну і російську мови і літературу. Мати — Марфа Петрівна (1915—2004) — викладала в початкових класах Мимріньскої школи.
Закінчивши зі срібною медаллю середню школу 1961 року, рік пропрацював у тій же школі учителем. 1962-го вступив на фізико-математичний факультет Орловського педагогічного інституту, який закінчив з відзнакою 1969-го. Був капітаном команди КВН факультету.
У 1963—1966 роках проходив строкову службу у взводі радіаційної і хімічної розвідки Групи радянських військ у Німеччині (полковник запасу хімічних військ).
За офіційною версією, з 1969 по 1970 роки викладав в Орловському педагогічному інституті. Одночасно займався профспілковою, комсомольською і партійною роботою.
1966 — вступив до КПРС. З 1967 року — в органах ВЛКСМ, працював на виборних посадах районного, міського та обласного ланки.
З 1972 по 1974 роки працював першим секретарем Орловського обкому ВЛКСМ. У 1974—1983 роках був секретарем райкому, другим секретарем Орловського міськкому КПРС, потім — завідувачем відділу пропаганди і агітації Орловського обкому КПРС. Одночасно з 1973 по 1977 рік був депутатом Орловського міськради, з 1980 по 1983 роки — депутатом Орловської обласної ради народних депутатів.
1978—1980 — навчався на основному відділенні Академії суспільних наук при ЦК КПРС, закінчив при ній аспірантуру екстерном. 1980-го став кандидатом філософських наук, захистивши дисертацію «Основні напрямки розвитку соціалістичного міського способу життя на прикладі великих міст країни» (Спеціальність — 09.00.02 «Теорія наукового комунізму»).
1983—1989 — працював у Відділі агітації і пропаганди ЦК КПРС інструктором, керівником сектору. У 1989—1990 роках був заступником завідувача ідеологічного відділу ЦК КПРС. Делегат XXVIII з'їзду КПРС (червень 1990 року) і, відповідно, як представник Російської РСР — Установчого з'їзду Компартії РРФСР (червень-вересень 1990 року).

### 1990-і роки
Після створення Комуністичної партії РСФСР в червні 1990 року на 1-му установчому з'їзді був обраний головою постійної комісії ЦК КП РРФСР з гуманітарних і ідеологічних проблем, а у вересні 1990 року — секретарем ЦК і членом Політбюро ЦК КП РРФСР. На початку 1991 року виступив із закликом про відсторонення Михайла Горбачова з посади генсека. 7 травня 1991 року в газеті «Радянська Росія» було опубліковано відкритий лист Зюганова «Архітектор біля руїн», адресований колишньому члену Політбюро, секретарю ЦК КПРС, старшому раднику президента СРСР Олександру Яковлєву, в якому була різка критика політики Перебудови.
Навесні 1991-го очолив виборчий штаб Рижкова на виборах президента РСФСР. Ті вибори виграв тодішній голова Верховної Ради РРФСР Єльцин.
У липні 1991 року підписав разом з низкою відомих державних, політичних і громадських діячів звернення «Слово до народу». У ньому йшлося про заходи щодо попередження розпаду СРСР і про можливі трагічні події. У серпні 1991 року був висунутий кандидатом на виборах 1-го секретаря ЦК КП РРФСР, але зняв кандидатуру на користь В. А. Купцова в зв'язку з відсутністю досвіду парламентської роботи. Після заборони партії 6 листопада 1991 року Зюганов де-факто продовжив працювати секретарем ЦК КП РРФСР.
У грудні 1991 року був кооптований до складу координаційної ради Російського загальнонародного союзу. Тоді ж був обраний членом координаційної ради руху «Вітчизна». 12-13 червня 1992 року брав участь в 1-м соборі (з'їзді) Російського національного собору (РНС), ставши членом президії собору.
У жовтні 1992 року увійшов в оргкомітет Фронту національного порятунку (ФНП). На II надзвичайному (відновлювальному) з'їзді Комуністичної партії РСФСР (КП РРФСР) 13-14 лютого 1993 року обраний членом Центрального виконавчого комітету партії, а на першому організаційному пленумі ЦВК КП РФ — головою ЦВК.
25-26 липня 1993 взяв участь в роботі II конгресу Фронту національного порятунку в Москві. З 20:00 21 вересня 1993 року — після виступу Єльцина з повідомленням про розпуск З'їзду народних депутатів і парламенту — перебував у Будинку Рад, виступав на мітингах. 2 жовтня виступив в ефірі ВДТРК, закликавши населення Москви утриматися від участі в мітингах і зіткненнях з МВС. Також Зюганов переконував Руцького не виводити людей за межі Верховної Ради. Попереджав, що в Останкіно сидить група спецназівців з повним комплектом озброєння і наказом стріляти на ураження.
12 грудня 1993 року обраний депутатом Державної думи I скликання за федеральним списком КПРФ. З 1994 рок очолює фракцію КПРФ у Державній Думі РФ.
У квітні-травні 1994 року був одним з ініціаторів створення руху «Згода задля Росії». 21-22 січня 1995 року в III з'їзді КПРФ став головою ЦК КПРФ. 17 грудня 1995 обраний депутатом Державної думи II скликання за загальнофедеральним списком КПРФ.
4 березня 1996 року зареєстрований кандидатом в президенти РФ. 16 червня відбулися вибори президента, де Зюганова підтримали 32,03 % голосів виборців, що лише трохи менше, ніж у Єльцина, який отримав 35 %. 3 липня 1996 року у другому турі голосування за Зюганова проголосувало 40,31 % виборців, що було значно менше, ніж у Єльцина. Хоча Зюганов оскаржив офіційні результати виборів по ряду місць (наприклад, в Татарстані), Володимир Жириновський (під час своєї кампанії на наступних президентських виборах 2000 року), згодом віце-спікер Державної Думи РФ Любов Сліска і ряд інших політиків висловлювали думку, що результати як мінімум першого туру виборів 1996 року були іншими. Що перемогу на них, нібито, отримав Зюганов, який під потужним тиском не став її відстоювати.

Зюганов 2004 року заявив: 
«Ми здогадувалися про жахливі фальсифікації, але не могли їх довести, тому що ми ще не вміли повсюдно контролювати результати голосування. Але і тоді, і тепер ми звертаємося до судів для перевірки фактів неконституційного поведінки виборчих комісій».
Згідно зі свідченнями Сергія Бабуріна, Сергія Удальцова та інших учасників 20 лютого 2012 року на зустрічі з представниками «несистемної опозиції» президент Дмитро Медведєв заявив про вибори 1996 року наступне: «Навряд чи у кого є сумніви, хто переміг на виборах президента 1996 року. Це не був Борис Миколайович Єльцин».
У серпні 1996 року обраний головою координаційної ради Народно-патріотичного союзу Росії, в який увійшли партії та рухи, які підтримали його на президентських виборах.
У березні 1998 року виступив за імпічмент Єльцину.
У серпні 1998 року після дефолту пішов у відставку уряд Сергія Кирієнка і Єльцин запропонував кандидатуру Черномирдіна на пост прем'єра. 30 серпня у ЗМІ з'явилися дані про угоду фракцій Держдуми РФ, що б гарантувала затвердження Черномирдіна на пост прем'єра. Однак пізніше Зюганов і лідери інших партій відмовилися від договору. В ході голосувань кандидатура Черномирдіна була двічі відхилена Держдумою РФ. У вересні Єльцин запропонував кандидатуру Примакова, яку було затверджено.
У травні 1999 року в Держдумі відбулося голосування щодо імпічменту Єльцину. Необхідних 300 голосів прихильники імпічменту не набрали за жодним питання. Зюганов заявив, що основним результатом голосування стало те, що імпічмент Єльцину був підтриманий більшістю думців.
Напередодні думських виборів очолив передвиборний блок «За перемогу», утворений на базі КПРФ.
19 грудня 1999 обраний депутатом Державної думи III скликання за федеральним списком КПРФ.

### 2000-і роки
2000 року знову балотувався на пост глави РФ. Його передвиборна програма містила обіцянки віддати всі природні ресурси державі, природну ренту ділити між громадянами країни, повернути держмонополію на горілку і тютюн, гарантувати всім право на роботу і гідну оплату праці, забезпечити право на безкоштовну медицину, забезпечити безкоштовну освіту, знизити в два рази оподаткування виробництва, ввести пільги для деяких виробництв, внести поправки до конституції з метою перетворення країни на парламентську республіку. 2000 року на виборах президента Росії отримав 29,21 % голосів і посів друге місце після Володимира Путіна.
У січні 2001 року на пленумі Ради СКП-КПРС обрано головою ради Союзу компартій.
Навесні 2002 року рішенням центристської і правої більшості в Держдумі РФ від своїх посад було звільнено ряд членів фракції КПРФ, які обіймали посади голів парламентських комітетів. Пленуми ЦК КПРФ 3 і 10 квітня 2002 року доручили іншим своїм головам — висуванцям партії, а також голові Держдуми Геннадію Селезньову піти у відставку на знак солідарності зі звільненими. Однак Селезньов, а також голови комітетів Думи Микола Губенко та Світлана Горячева відмовилися підкоритися рішенню пленуму і за рішенням нового пленуму ЦК КПРФ були виключені з КПРФ і думської фракції партії. Як пояснив сам Зюганов, вони були виключені «за невиконання статуту і шкоду, якц нанесли спільній справі».

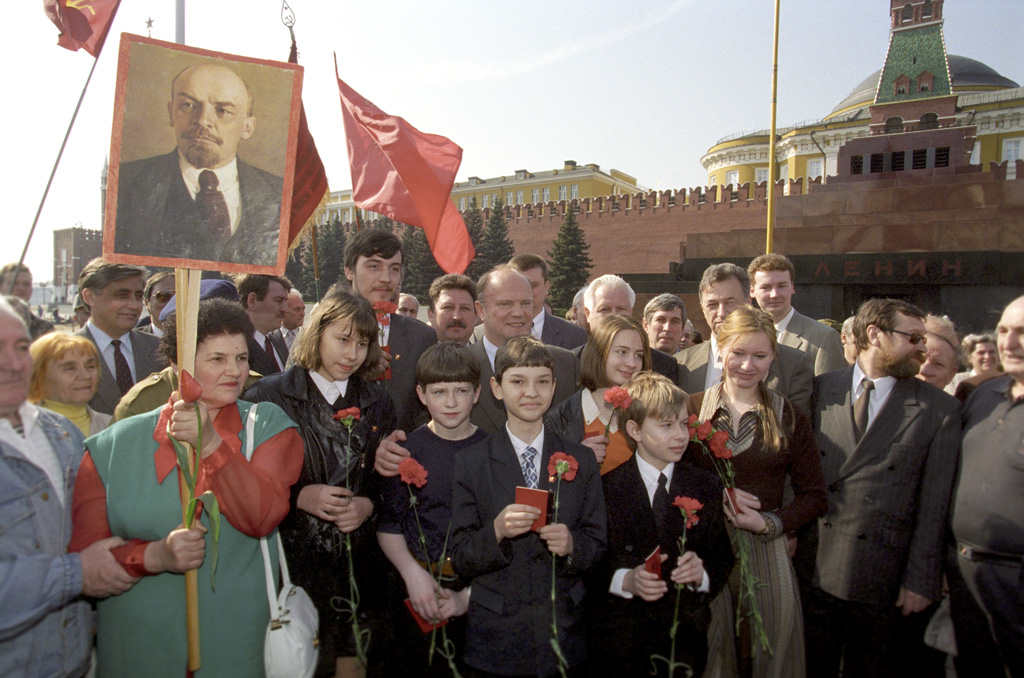
Зюганов на Червоній площі (Москва) святкує 130-й день народження Ульянова.

23 вересня 2003 року Зюганов направив в Генпрокуратуру і Центральну виборчу комісію РФ депутатський запит, в якому зажадав порушити адміністративну справу проти Путіна як посадової особи категорії «А» і оштрафувати його на суму 22,500 рублів за ведення передвиборної агітації поза агітаційного періоду партії «Єдина Росія». Однак голова ЦВК РФ Олександр Вешняков і голова Ради Федерації Сергій Миронов заперечили, що не побачили у виступі президента нічого протизаконного. Глава КПРФ намагався подавати скаргу до вищих інстанцій, однак жоден суд не розглянув скаргу.
2003 року обраний депутатом Державної думи IV скликання за списком КПРФ. Не брав участі в президентських виборах 2004 року, замість нього Компартію представляв Микола Харитонов. За офіційними даними, він зайняв друге місце, набравши 13,69 % голосів виборців.
У 2004 році Зюганов залишив пост голови координаційної ради НПСР. Пост зайняв Геннадій Семигин, але КПРФ відмовляється визнавати його обрання.
Також 2004 року відбувся внутрішньопартійний конфлікт. 3 липня 2004 року в Москві пройшли два X З'їзду КПРФ, один обрав головою ЦК КПРФ Зюганова, інший «альтернативний» усунув його і вибрав главою ЦК Володимира Тихонова. Мін'юст визнав «альтернативний з'їзд» нелегітимним. Таким чином Зюганов зберіг лідерство в партії.
Того ж року вийшла книга Зюганова «Про росіян і про Росію», в якій він заявив про необхідність всім патріотам і комуністам захищати росіян.

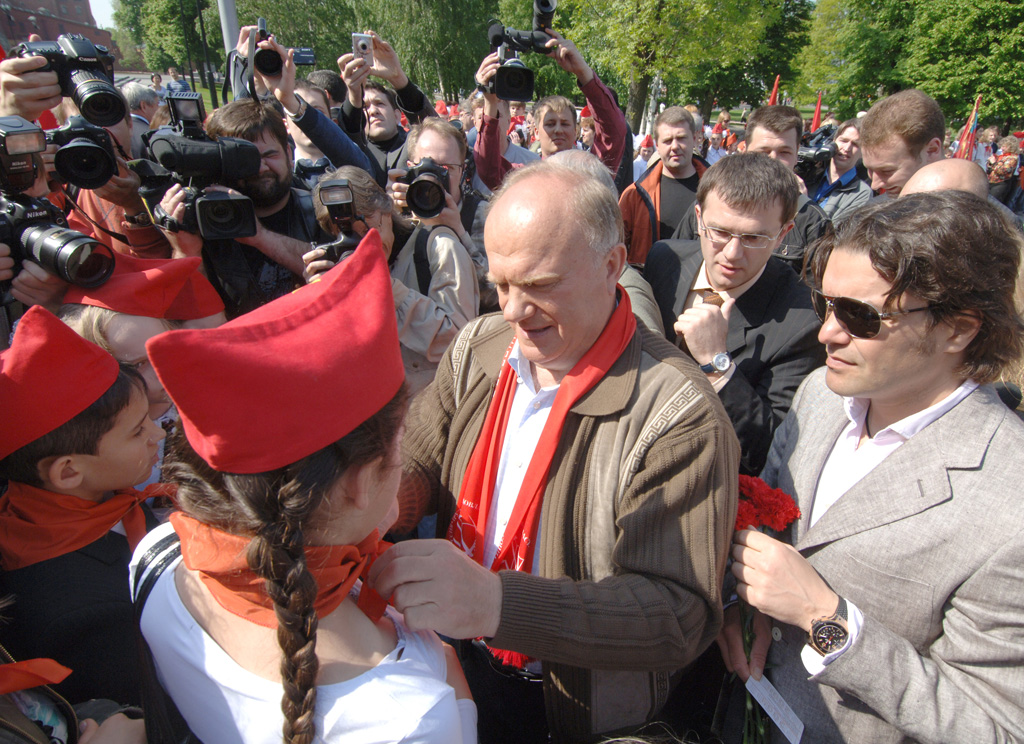
Прийом дітей у піонери, травень 2008-го.

2006 року висловив думку про розробки проекту «Нова зовнішня і внутрішня політика», порекомендувавши використовувати досвід Білорусі, Індії, Китаю, В'єтнаму і Європи.
2007 року за списком КПРФ обраний депутатом Держдуми РФ п'ятого скликання.
Взяв участь у виборах 2008 року, посівши друге після Дмитра Медведєва місце (за офіційними даними, отримавши понад 13 млн голосів, або 17,72 %).
У листопаді 2008 року, коли в Росії розгорілась економічна криза, як антикризовий захід запропонував піддати націоналізації основні багатства Росії.

### 2010-ті
На початку літа 2011 року, у відповідь на створення «Загальноросійського народного фронту», заявив про формування «Всенародного ополчення імені Кузьми Мініна і Дмитра Пожарського» з програмою «виведення країни з кризи».
У 2011 році в черговий раз був обраний депутатом Державної думи Росії.
Взяв участь в президентських виборах 2012 року, посівши друге після Володимира Путіна місце (за офіційними даними, 12,4 млн голосів, або 17,18 %). Зюганов виявився єдиним кандидатом, які брали участь у виборах, хто не визнав їх підсумки.
З 11 липня 2012 року — член Державної ради РФ.
У серпні 2012 року, після винесення обвинувального вироку у справі Pussy Riot, Зюганов, що не схвалив тюремного терміну для молодих жінок, сказав, що засудженим як покарання досить «хорошої прочуханки»; при цьому висловив бажання власноруч виконати екзекуцію: «Особисто моя точка зору: я б взяв хороший ремінь, відшмагав їх і відправив до дітей і батьків. Це і було б для них адміністративним покаранням. І сказав би, щоб вони більше таким богохульством і неподобством не займалися».

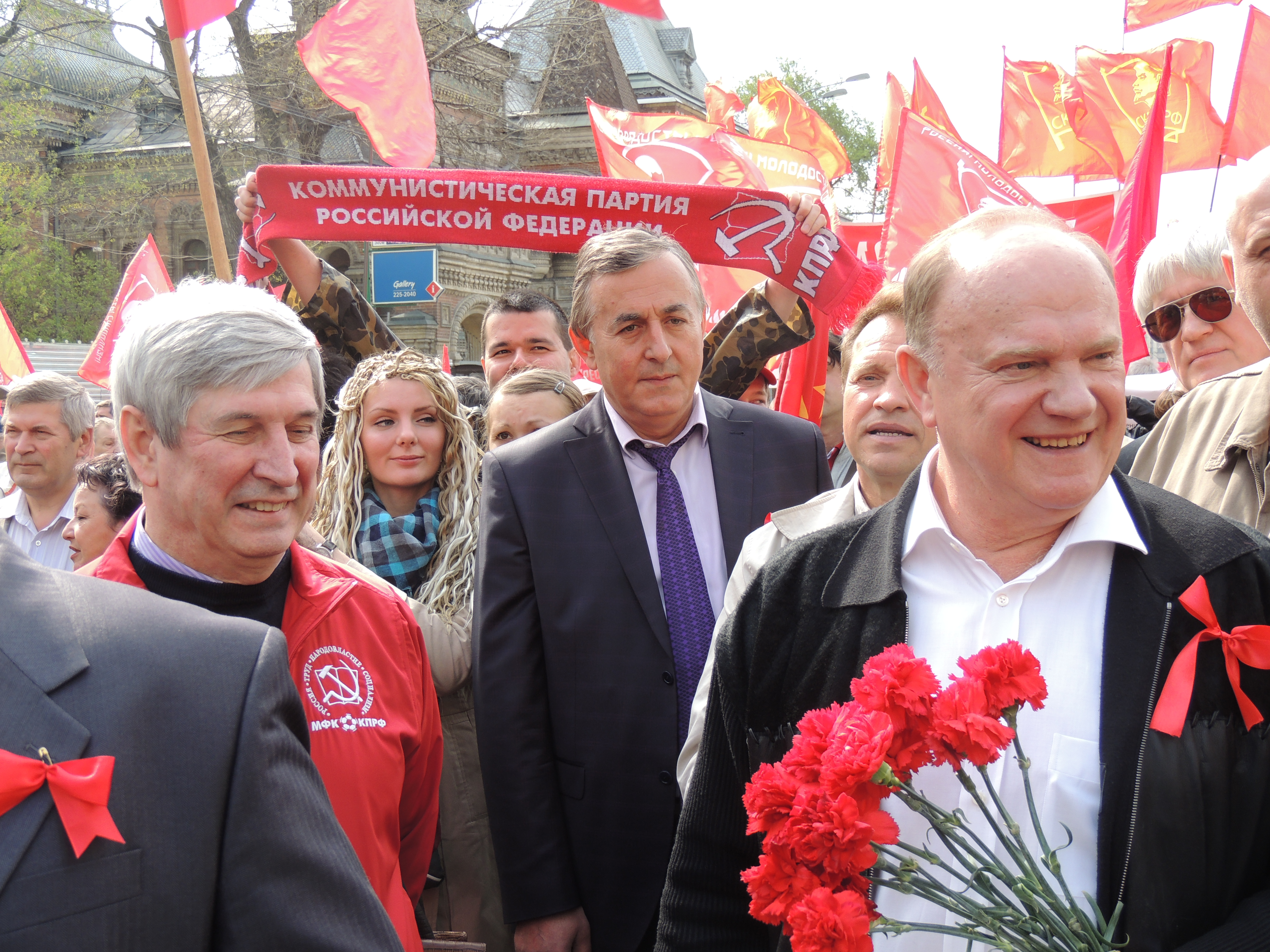
У Москві у травні 2012-го.

19 вересня 2012 року — владу США обурила запис в мікроблозі Зюганова про загибель посла в Лівії («Американського посла в Лівії розстріляли, як останню собаку. Це був головний спеціаліст з лівійської „революції“. Він отримав те, що посіяв»). Пізніше Зюганов спростував автентичність цієї цитати, продовжуючи, втім, критикувати політику США в Лівії, назвавши їх агресором; як недалекоглядну оцінив і діяльність посла Стівенса.
На XV з'їзді КПРФ 23-24 лютого 2013 роки переобрано головою КПРФ на черговий термін переважною кількістю голосів делегатів при таємному голосуванні.
26 червня 2014 року до 70-річчя Зюганова телеканал «Росія-1» показав документальний фільм «Геннадій Зюганов. Історія в блокнотах».
У грудні 2017 року на XVII з'їзді КПРФ особисто запропонував висунути кандидатуру бізнесмена Павла Грудініна на президентських виборах, а сам очолив його передвиборний штаб.

## Ставлення до агресії РФ в Україні
Зюганов рішуче підтримав анексію Криму Росією. Виступив за «федералізацію України», визнання результатів «народних референдумів», надання державного статусу російській мові, постійно надавав моральну підтримку проросійським сепаратистам і фракції Компартії у Верховній раді.
У липні 2014 року Головне слідче управління МВС України відкрило кримінальне провадження щодо Зюганова, Жириновського і Сергія Миронова щодо можливого фінансування в особливо великому розмірі дій проти суверенітету України, зміни її державного ладу або кордонів (ч. 4 ст. 110-2 КК У).

## Санкції
Геннадій Зюганов голосував за постанову № 58243-8 «Про звернення Державної Думи Федеральних Зборів Російської Федерації до Президента Російської Федерації В. В. Путіна про необхідність визнання Донецької Народної Республіки та Луганської Народної Республіки» і тому підтримував та впроваджував дії та політику, які підривають територіальну цілісність, суверенітет та незалежність України.

## Сім'я
Дружина — Надія Василівна Зюганова (Амелічева, нар. 1946). Зі своєю майбутньою дружиною Геннадій Андрійович познайомився ще в школі. До інституту вступали разом: він — на фізмат, вона — на істфак.
Син — Зюганов Андрій Геннадійович (нар. 1968)
Донька — Нікіфорова (Зюганова) Тетяна Геннадіївна
Сім онуків і внучка. Один з його онуків, Зюганов Леонід Андрійович (нар. 22 липня 1988 року), раніше помічник депутата Московської міської думи (ММД) Андрія Кличкова, 2014 року був висунутий від КПРФ кандидатом у депутати ММД 6-го скликання в 8-му окрузі і на виборах 14 вересня посів перше місце, набравши 11 904 голоси виборців (33,47 %). У 2019 році Леонід Зюганов був знову обраний депутатом МГД, на виборах підтриманий «Розумним голосуванням» і висловився, що в майбутньому «Розумне голосування» обов'язково необхідно використовувати.
Зять — Сергій Нікіфоров, заступник гендиректора ЗАТ «Керамоцентр». У листопаді 2012 року затриманий разом із чиновником уряду Москви Д. Васильєвим і безробітним А. Симоненком за підозрою в отриманні хабара розміром у 223 тисячі доларів. У 2014 році кримінальну справу проти Сергія Нікіфорова було виділено в окреме провадження і призупинено.

## Звання, нагороди, роботи
- Автор серії монографій. Доктор філософських наук,
- 1995 року в МДУ захистив дисертацію на тему «Основні тенденції суспільно-політичного розвитку Росії і його механізми в 1980—1990 роки»
- 1996—2004 роках очолював Народно-патріотичний союз Росії.
- З 2001 року очолює Союз комуністичних партій — Комуністичної партії Радянського Союзу.
- Є автором соціально-економічних програм патріотичної опозиції.
- Почесний громадянин міста Орел.
- Лауреат літературної премії імені Шолохова (заснована Спілкою письменників Росії). З 1993 року публікується в «Радянській Росії».
- Нагороджений орденом «Знак Пошани», медалями.
- 23 червня 2014 року указом Президента РФ до з 70-ліття нагороджений орденом Олександра Невського.
- 19 липня 2016 нагороджений орденом Дружби народів Білорусі.[30]
- 2016 — медаль «Учаснику військової операції в Сирії».